# Scipione Chiaramonti

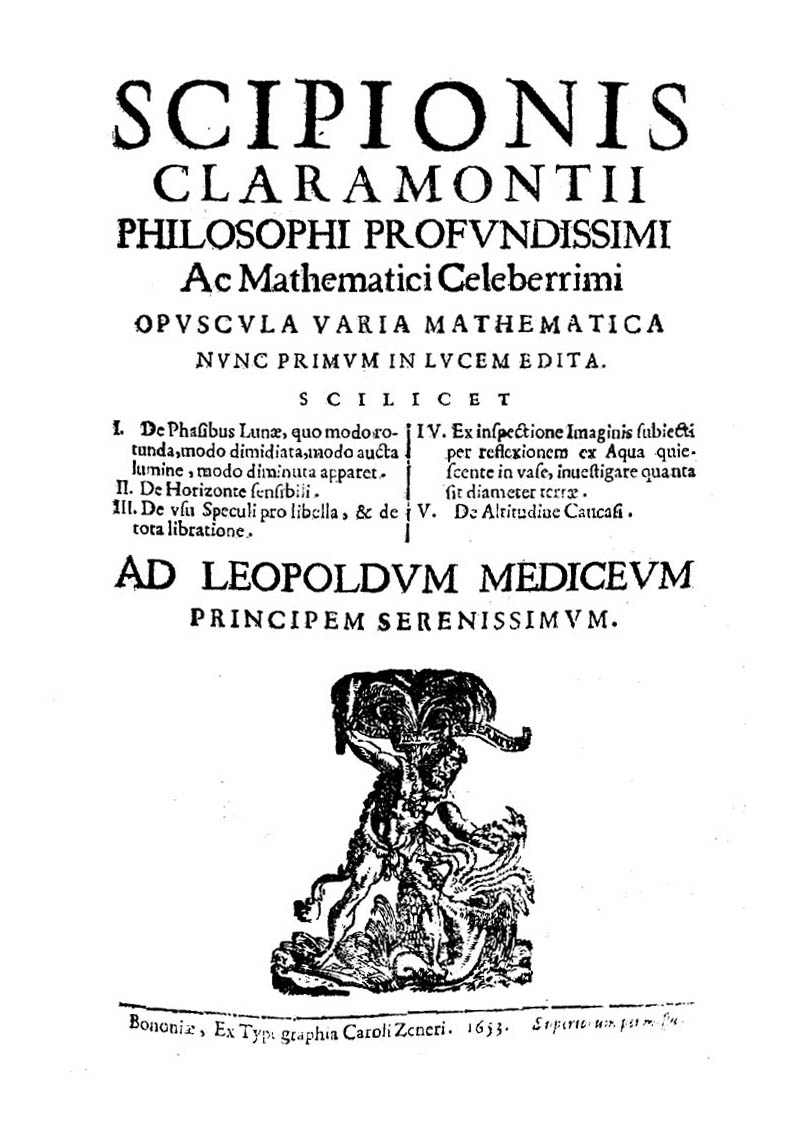
Opuscula varia mathematica, 1653

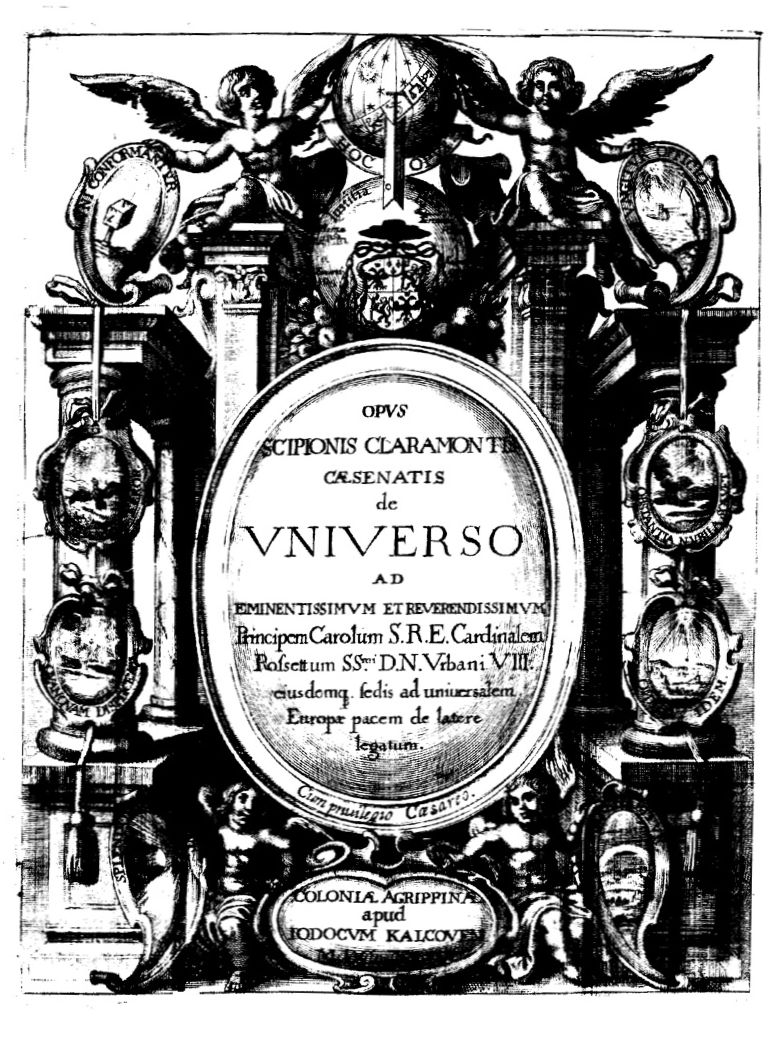
De universo, 1644

Scipione Chiaramonti (Cesena, 21 giugno 1565 – Cesena, 3 ottobre 1652) è stato un astronomo e filosofo italiano. Fu avversario di Tycho Brahe, Galileo Galilei e Giovanni Keplero.

## Biografia
Scipione Chiaramonti nacque a Cesena il 21 gennaio 1565 da una famiglia aristocratica. Il padre, Chiaramonte Chiaramonti, era un noto medico. Si laureò in filosofia a Ferrara nel 1592. Nel 1601 fu chiamato ad insegnare filosofia naturale all'università di Perugia con lo stipendio di 340 scudi ma dopo un anno lasciò la cattedra. Fu per qualche tempo consigliere e matematico alla corte di Modena. Appartenne all'Accademia scientifica istituita a Modena dal Principe Alfonso, figlio del Duca Cesare, nel 1609 e rinnovata nel 1618. Nel 1627 Ferdinando II de' Medici lo chiamò a insegnare filosofia naturale all'università di Pisa, incarico che detenne fino al 1636. Lasciata Pisa e sfumata l'ipotesi di una cattedra a Padova, egli trascorse i suoi ultimi anni a Cesena, dedicandosi a studi di storia cittadina e alle vicende interne dell'Accademia degli Offuscati, da lui fondata nel 1631. Rimasto vedovo nel 1644, in quell'anno entrò nell'Ordine dei frati minori cappuccini. Chiaramonti fondò la congregazione dell’Oratorio dei Filippini a Cesena (1644). Morì a Cesena il 3 ottobre 1652. 
Tenacemente aristotelico, Chiaramonti difese la cosmologia tolemaica dalle critiche di Orazio Grassi, Galileo Galilei, Giovanni Camillo Glorioso e Giovanni Keplero.
Chiaramoni è autore di uno scritto De Methodo ad doctrinam spectante: Libri quattror, Cæsenæ, stamp. Carolus Nerius, 1639; in questo testo, l'autore discute dall'interno le problematiche concernenti il dibattito logico contemporaneo, incentrato sull'opposizione tra le diverse interpretazioni delle teorie di Zabarella e Piccolomini. Nel 1621 Chiaramonti pubblicò a Venezia l'Antitycho, in cui criticava il sistema cosmologico di Tycho Brahe. Galileo espresse, nel Saggiatore, un giudizio molto positivo sull'opera, che fu invece attacca duramente da Keplero nel Tychonis Brahei [...] Hyperaspistes (Il difensore di Tycho Brahe), pubblicato a Francoforte nel 1625. Chiaramonti rispose alle critiche dell'astronomo tedesco nell'Apologia pro Antitychone (1626).

## Opere
- Discorso della cometa pogonare dell'anno MDCXVIII, Venezia, Pietro Farri, 1619.
- (LA) De tribus novis stellis quae annis 1572, 1600, 1604 comparuere, Cesena, Giuseppe Neri, 1628.
- Difesa di Scipione Chiaramonti da Cesena al suo Antiticone, e Libro delle tre nuove Stelle, Firenze, Landini, 1633.
- (LA) De universo, Köln, Jost Kalckhoven, 1644.
- (LA) De sede cometarum et novorum phaenomenorum, Forlì, Cimatti, 1648.
- (LA) Opuscula varia mathematica, Bologna, Caroli Zeneri, 1653.
- (LA) In Aristotelem de iride, de corona, de pareliis, et virgis commentaria, Venezia, Scipione Banca, 1668.
- (LA) In quartum metheorum commentaria, Venezia, Scipione Banca, 1668.